# 美し国三重市町対抗駅伝
美し国三重市町対抗駅伝 （うましくにみえしちょうたいこうえきでん）は、三重県全29市町で競い合う駅伝大会。

## 概要
2008年初開催。津市の三重県庁舎前から伊勢市の三重交通Gスポーツの杜伊勢（三重県営総合競技場）迄の42.195kmを、小学生から一般まで10区間全29市町対抗で行う駅伝大会。
- 上位と下位の差が開きすぎるため、出場市町の半分以上は繰り上げスタートとなってしまう事態が発生している。そのため、第８回大会からはスタート時間変更及び繰り上げスタート時間を変更された。
- スタート時間　9：00→8：45
- 繰り上げスタート　
  - 第1,2,3,5,6,7,8中継所トップ通過から10分後繰り上げスタート
  - 第5,9中継所トップ通過から5分後繰り上げスタート→全区間トップ通過から10分後繰り上げスタートとなった
- 第6回大会からは、一部の市町で補欠選手により編成された別チーム（但しオープン参加扱い）も出場している。

大会の模様は第1回大会から地元放送局の三重テレビで放送されるが、編成の都合などからか、後日1時間程度にまとめた特別番組として放送される。
第3回大会からはスタート前より生放送が行われ、その日の夜に全中継所の様子や区間賞のインタビュー、表彰式の様子などが録画放送で放送された。
2021年の第14回大会、2022年の第15回大会は、新型コロナウイルス感染症拡大の状況をふまえ中止が発表された。

## コース
| 1区  | 三重県庁前                   | → | 矢田カップ店前               | 1.28km  | 小学生女子       |
| 2区  | 矢田カップ店前               | → | 大倉交差点ガリバー前         | 1.85km  | 小学生男子       |
| 3区  | 大倉交差点ガリバー前         | → | 竹屋牛肉店前                 | 3.83km  | 中学生男子       |
| 4区  | 竹屋牛肉店前                 | → | ファミリーマート三雲中道店前 | 5.58km  | ジュニア女子     |
| 5区  | ファミリーマート三雲中道店前 | → | メガネ赤札堂前               | 4.60km  | 40歳以上男子     |
| 6区  | メガネ赤札堂前               | → | JAみえなか くしだ支店前      | 6.36km  | ジュニア男子     |
| 7区  | JAみえなか くしだ支店前      | → | 中日新聞明和専売所前         | 2.89km  | 一般女子         |
| 8区  | 中日新聞明和専売所前         | → | ザ・ビッグエクストラ玉城店前 | 3.43km  | 中学生女子       |
| 9区  | ザ・ビッグエクストラ玉城店前 | → | 度会橋東詰                   | 5.45km  | ジュニア以上女子 |
| 10区 | 度会橋東詰                   | → | 三重交通Gスポーツの杜伊勢    | 6.925km | ジュニア以上男子 |

- 第3回(2010年)よりエントリー区間を一部変更。
  - 20歳以上女子と中学生女子（3区と8区）を入れ替え
  - 40歳以上男子と中学生男子（4区と5区）を入れ替え
- 第8回(2015年)より区間距離を一部変更。
  - 中学生女子（3区）3.76km→3.83km、中学生男子（4区）5.65km→5.58km
  - ジュニア女子（9区）5.95km→5.45km、20歳以上男子（10区）6.495km→6.925km
- 第9回(2016年)と第10回(2017年)は陸上競技場が改修工事で使えなかったため10区は0.5km短く、全長41.695kmとなっていた。
- 第18回(2025年)よりコース区間とエントリー対象者を一部変更[3]。
  - 中学生女子・3区(3.83km)から8区(3.43km)に変更
  - 中学生男子・4区(5.58km)から3区(3.83km)に変更
  - 20歳以上女子・8区(3.43km)から9区(5.45km)に変更、「ジュニア以上女子」に拡大
  - ジュニア女子・9区(5.45km)から4区(5.58km)に変更
  - 「20歳以上女子」が「ジュニア以上女子」に変更に伴い、10区「20歳以上男子」の対象者を「ジュニア以上男子」に拡大

## 出場市町
市の部
桑名市（1）、いなべ市（2）、四日市市（3・21）、鈴鹿市（4・23）、亀山市（5）
津市（6・24）、松阪市（7・25）、伊勢市（8・22）、鳥羽市（9）、志摩市（10）
伊賀市（11）、名張市（12）、尾鷲市（13）、熊野市（14）
町の部
木曽岬町（51）、東員町（52）、菰野町（53）、朝日町（54）、川越町（55）
多気町（56）、明和町（57）、大台町（58）、玉城町（59）、度会町（60）
大紀町（61）、南伊勢町（62）、紀北町（63）、御浜町（64）、紀宝町（65）
- カッコ内数字は各市町のゼッケン番号。
- ゼッケン番号21～25はオープン参加扱いのチームで、第18回大会のもの。

## 歴代優勝市町
| 回 | 開催日                                         | 総合順位                                       | 総合順位                                       | 総合順位                                       | 市の部優勝                                     | 町の部優勝                                     |
| 回 | 開催日                                         | 1位                                            | 2位                                            | 3位                                            | 市の部優勝                                     | 町の部優勝                                     |
| -- | ---------------------------------------------- | ---------------------------------------------- | ---------------------------------------------- | ---------------------------------------------- | ---------------------------------------------- | ---------------------------------------------- |
| 1  | 2008年3月16日                                  | 伊勢市                                         | 鈴鹿市                                         | 津市                                           | 伊勢市                                         | 菰野町(6)                                      |
| 2  | 2009年2月22日                                  | 鈴鹿市                                         | 伊勢市                                         | 桑名市                                         | 鈴鹿市                                         | 菰野町(6)                                      |
| 3  | 2010年2月21日                                  | 津市                                           | 桑名市                                         | 鈴鹿市                                         | 津市                                           | 菰野町(6)                                      |
| 4  | 2011年2月20日                                  | 鈴鹿市                                         | 津市                                           | 桑名市                                         | 鈴鹿市                                         | 菰野町(10)                                     |
| 5  | 2012年2月19日                                  | 四日市市                                       | 津市                                           | 鈴鹿市                                         | 四日市市                                       | 川越町(8)                                      |
| 6  | 2013年2月17日                                  | 津市                                           | 桑名市                                         | 鈴鹿市                                         | 津市                                           | 菰野町(4)                                      |
| 7  | 2014年2月16日                                  | 伊勢市                                         | 津市                                           | 鈴鹿市                                         | 伊勢市                                         | 菰野町(5)                                      |
| 8  | 2015年2月15日                                  | 松阪市                                         | 四日市市                                       | 伊勢市                                         | 松阪市                                         | 川越町(6)                                      |
| 9  | 2016年2月21日                                  | 桑名市                                         | 四日市市                                       | 鈴鹿市                                         | 桑名市                                         | 川越町(4)                                      |
| 10 | 2017年2月19日                                  | 四日市市                                       | 津市                                           | 桑名市                                         | 四日市市                                       | 川越町(7)                                      |
| 11 | 2018年2月18日                                  | 桑名市                                         | 四日市市                                       | 伊勢市                                         | 桑名市                                         | 川越町(7)                                      |
| 12 | 2019年2月17日                                  | 桑名市                                         | いなべ市                                       | 四日市市                                       | 桑名市                                         | 川越町(6)                                      |
| 13 | 2020年2月16日                                  | 鈴鹿市                                         | 桑名市                                         | いなべ市                                       | 鈴鹿市                                         | 菰野町(4)                                      |
| 14 | 新型コロナウイルス感染症の状況をふまえ開催中止 | 新型コロナウイルス感染症の状況をふまえ開催中止 | 新型コロナウイルス感染症の状況をふまえ開催中止 | 新型コロナウイルス感染症の状況をふまえ開催中止 | 新型コロナウイルス感染症の状況をふまえ開催中止 | 新型コロナウイルス感染症の状況をふまえ開催中止 |
| 15 | 新型コロナウイルス感染症の状況をふまえ開催中止 | 新型コロナウイルス感染症の状況をふまえ開催中止 | 新型コロナウイルス感染症の状況をふまえ開催中止 | 新型コロナウイルス感染症の状況をふまえ開催中止 | 新型コロナウイルス感染症の状況をふまえ開催中止 | 新型コロナウイルス感染症の状況をふまえ開催中止 |
| 16 | 2023年2月19日                                  | 鈴鹿市                                         | 松阪市                                         | 四日市市                                       | 鈴鹿市                                         | 川越町(5)                                      |
| 17 | 2024年2月18日                                  | 四日市市                                       | 桑名市                                         | 津市                                           | 四日市市                                       | 菰野町(6)                                      |
| 18 | 2025年2月16日                                  | 桑名市                                         | いなべ市                                       | 四日市市                                       | 桑名市                                         | 川越町(8)                                      |

- 町の部優勝のカッコ内数字は総合順位

## 大会運営
- 主催[4]
  - 美し国三重市町対抗駅伝実行委員会（以下は構成団体）
    - 三重県（共催）
    - 一般財団法人三重陸上競技協会
    - 三重県市長会
    - 三重県町村会
    - 三重県教育委員会
    - 三重県市町教育長会
    - 公益財団法人三重県スポーツ協会
    - 中日新聞社
- 協力[4]
  - 三重県警察本部
  - 津警察署・津南警察署・松阪警察署・伊勢警察署
  - 三重県スポーツ推進委員協議会
- 後援[4]
  - 三重テレビ放送
  - エフエム三重
- 特別協賛[4]
  - JAバンク三重
- 協賛[4]
  - NTT西日本三重支店
  - AGF鈴鹿
  - Honda Cars三重北
  - 株式会社オートモール
  - 株式会社赤福
  - グリコマニュファクチャリングジャパン株式会社 三重工場
  - 横浜ゴム株式会社 三重工場
  - ヤマモリ株式会社
  - 学校法人皇學館

## 市町村対抗駅伝を行っている他の都道府県
- 青森県（青森県民駅伝競走大会）
- 岩手県（一関・盛岡間駅伝競走大会）
- 山形県（山形県縦断駅伝競走大会）
- 福島県（市町村対抗福島県縦断駅伝競走大会）
- 栃木県（栃木県郡市町対抗駅伝競走大会）
- 新潟県（新潟県縦断郡市対抗駅伝競走大会）
- 長野県（長野県市町村対抗駅伝競走大会）
- 神奈川県（市町村対抗かながわ駅伝競走大会）
- 岐阜県（ぎふ清流郡市対抗駅伝競走大会）
- 静岡県（しずおか市町対抗駅伝）
- 愛知県（愛知県市町村対抗駅伝競走大会）
- 和歌山県（和歌山県市町村対抗ジュニア駅伝競走大会）
- 兵庫県（兵庫県郡市区対抗駅伝）
- 香川県（郡市対抗源平駅伝）
- 徳島県（徳島駅伝）
- 高知県（県市町村対抗駅伝）
- 佐賀県（郡市対抗県内一周駅伝大会）
- 長崎県（郡市対抗県下一周駅伝大会）
- 鹿児島県（鹿児島県下一周市郡対抗駅伝競走大会）